# PI3キナーゼ
PI3キナーゼ（英: Phosphoinositide 3-kinase, PI3K、EC 2.7.1.137）は、イノシトールリン脂質のイノシトール環3位のヒドロキシル基（-OH基）のリン酸化を行う酵素である。イノシトールリン脂質は真核生物の細胞膜を構成する成分の一つであり、PI3Kをはじめとしたキナーゼ（リン酸化酵素）の触媒作用を受けてホスファチジルイノシトール-3,4,5-三リン酸 PtdIns(3,4,5)P3となり、プロテインキナーゼB（PKB）/Aktを活性化する。このシグナル伝達経路はPI3キナーゼ-Akt経路と呼ばれ、様々な生理作用の発現に関与する。特にインスリンの分泌促進に深く関与することから、新たな糖尿病薬の開発が示唆されている。

## 分類
PI3キナーゼは構造によりクラスI・クラスIIおよびクラスIIIの3つのクラスに分類される。

### クラスI

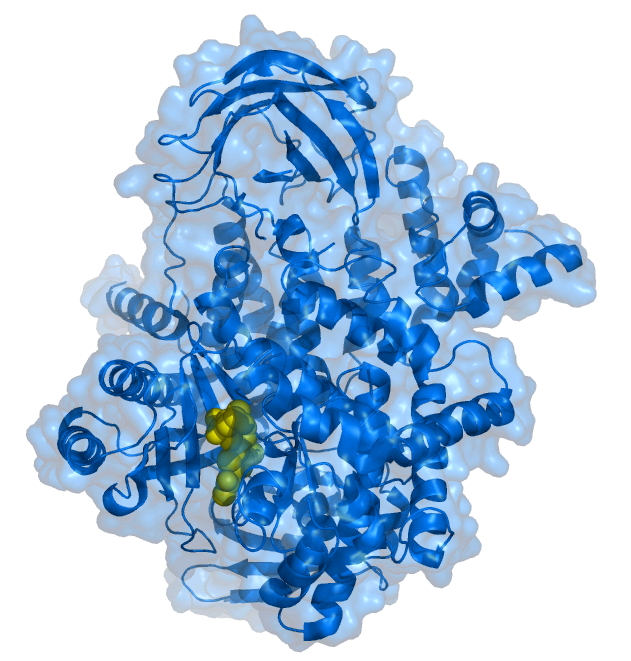
PI3キナーゼ。

クラスI PI3Kはヘテロ二量体であり、シグナル伝達において重要な役割を果たす。これらはアミノ酸配列の相同性からクラスIAとクラスIBにさらに分けられる。クラスIAは p110α、β およびδからなり、調節サブユニットであるp85α、p55α、p50α、p85βおよびp55γと結合している。これらの調節サブユニットのうちp85αの発現が最も高い。p85α、p55α、p50αは同一遺伝子（Pik3r1）のスプライシングバリアントであり、p85βとp55γはそれぞれPik3r2およびPik3r3遺伝子に由来する。クラスIAはPKBの活性化に関与している。一方、クラスIB PI3Kであるp110γは哺乳類においてのみ発現が見られ、Gタンパク質のβγサブユニットやp101によってその機能を調節される。クラスIBのPI3キナーゼは主にGタンパク質共役受容体（GPCR）からの刺激により活性化され、PtdIns(3,4)P2のリン酸化により産生されたPtdIns(3,4,5)P3は細胞内情報伝達機構においてセカンドメッセンジャーとして機能する。

### クラスII・クラスIII
クラスIIにはα、βおよびγの4つが存在するが、いずれも調節サブユニットを有さず単量体で酵素活性を示す。クラスIと比較してPtdInsとPtdIns(4)Pに対する基質特異性が高い。クラスIIの機能や活性化機構についてはまだ議論の余地がある。
また、クラスIII PI3KはPtdInsからPtdIns(3)Pを産生し機能的にはクラスIIに近いが、構造的にはクラスIにより類似しておりヘテロ二量体を形成して機能する。クラスIII PI3Kはタンパク質輸送などに関与している。

## 活性化経路
細胞に何らかの刺激が入るとTyr-X-X-Met（YXXM、X=任意のアミノ酸）モチーフを有する分子に対して調節サブユニットであるp85がSH2ドメインを介して結合する。調節サブユニットは2つのプロリンに富んだ領域（PRMモチーフ）を有しており、p110との結合に関与している。活性化したPI3Kは細胞膜においてPtdIns(3,4,5)P3を産生する反応に関与するが、PKBを活性化する経路にはPtdIns(3,4,5)P3がPKBを活性化する直接的な経路と間接的経路が存在する。間接的経路においてはPtdIns(3,4,5)P3がPDK1（3-phosphoinositide-dependent protein kinase-1）と呼ばれるプロテインキナーゼをリクルートし、PKBのリン酸化を行う。さらにPDK2によるPKBのカルボキシル基側末端側ドメインのリン酸化も行われ、PKBは細胞膜から遊離する。

## 機能
PI3Kの機能はイノシトールリン脂質をリン酸化することにより、3位がリン酸化されたホスファチジルイノシトールを生成する反応を触媒することである。この反応による生成物としてPtdIns(3)P、PtdIns(3,4)P2、PtdIns(3,5)2、PtdIns(3,4,5)P3が挙げられる。PI3Kの活性化はその下流にある分子を介して細胞分化・増殖や代謝、細胞遊走、細胞骨格の再構築など多様な生物活性を引き起こすことが知られている。インスリン受容体により活性化されたPI3Kは特に細胞へのグルコースの取り込みやタンパク質およびグリコーゲンの合成に関与している。PtdIns(3,4,5)P3をはじめとしたPI3K産物はPKBやプロテインキナーゼδ1などのプレクストリン相同ドメイン（PHドメイン）、PXドメイン、FYVEドメインなどの配列を持つタンパク質に対して結合し下流にシグナルを伝えることが知られる。p110αおよびβは全ての細胞において発現しており、遺伝子工学的な手法によりこれらの遺伝子を欠失させたマウス（ノックアウト（KO）マウス）は胎生致死となることが報告されている。p110γは好中球やマクロファージの遊走や肥満細胞の脱顆粒反応に関与している。癌細胞においてはクラスIAのp110αに変異が生じていることがあり、酵素活性の上昇が見られる。PTENはPtdIns(3,4,5)P3を脱リン酸化する酵素であり、PI3Kの機能に対して拮抗的に働くことにより抗癌化作用を示す。また、p110δは主に白血球などの免疫系細胞において発現がみられる。

## 阻害薬

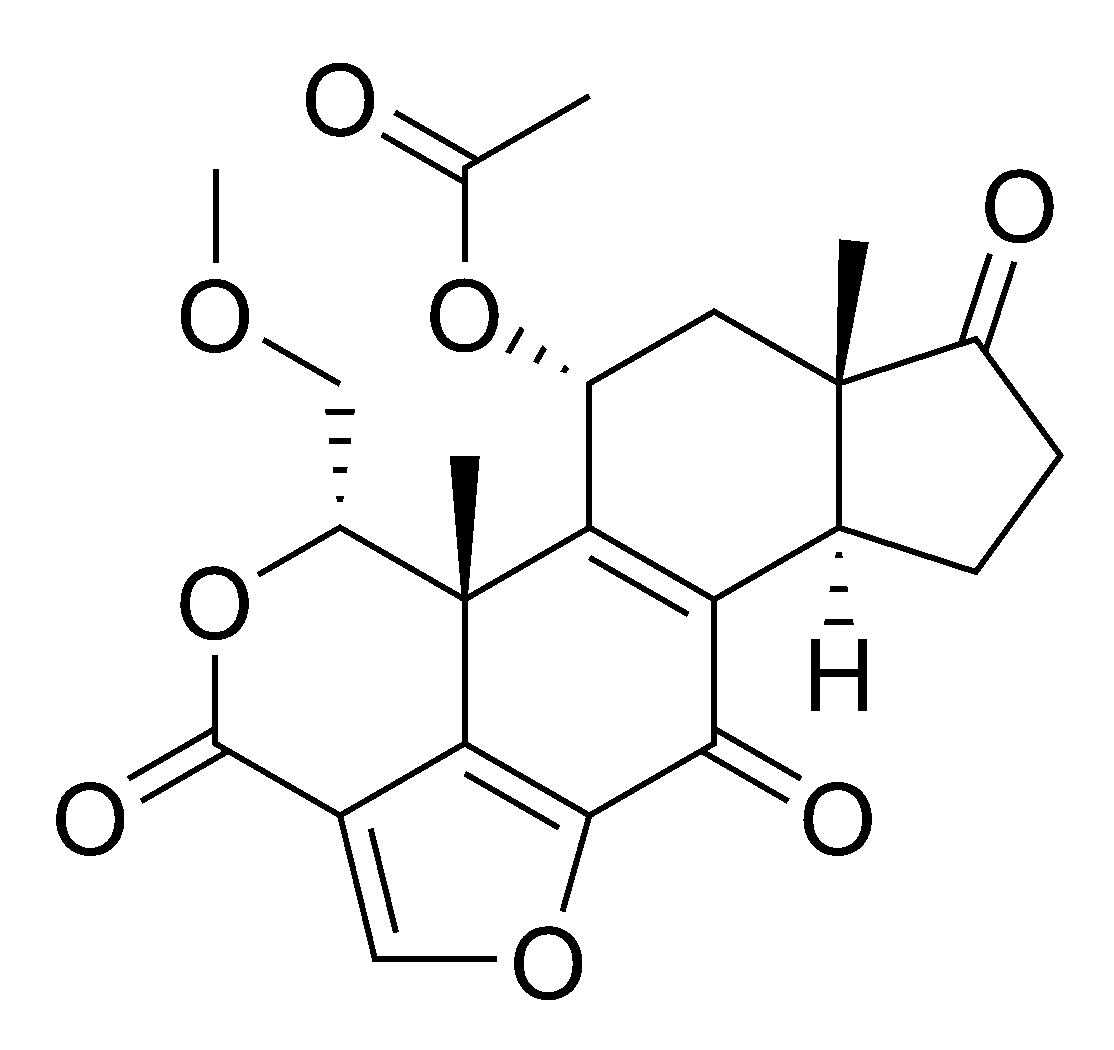
ワートマニン。

PI3K阻害薬としてワートマニン（Wortmannin）やLY294002などの薬物が存在するが高濃度で生体に投与した際に種々の毒性を発現することが知られている。近年では新規PI3K阻害薬であるAS605240やZSTK474、PI3Kδ特異的阻害薬であるIC486068やIC87114は毒性が少ないことから治療薬としての応用が検討されている。